# Adamaoua (Kamerun)
Adamaoua (frz.) bzw. Adamawa (engl.), (dt. Adamaua) ist eine Region Kameruns mit der Hauptstadt Ngaoundéré. Der Name leitet sich ab von Modibo Adama, dem Gründer des Emirates Adamaua.

## Geografie
Die Region liegt in der Mitte des Landes und grenzt im Norden an die Region Nord / North, im Osten an die Zentralafrikanische Republik, im Südosten an die Region Est / East, im Südwesten an die Region Centre und im Westen an die Regionen Ouest / West und Nord-Ouest / Northwest sowie Nigeria.
Der Süden der Region liegt der Mbam-Djerem-Nationalpark.
Die Topographie der Region wird vom Hochland von Adamaua geprägt. Dieses bildet in der Provinz die Wasserscheide zwischen dem Benue, dem größten Nebenfluss des Nigers, dem Logone der in das Tschadbecken fließt und dem Sanaga.

## Bevölkerungsentwicklung
Seit dem Jahr 1976 hat sich die Einwohnerzahl mehr als verdreifacht.
| Jahr           | Einwohnerzahl |
| -------------- | ------------- |
| Zensus 1976    | 359.334       |
| Zensus 1987    | 495.185       |
| Zensus 2005    | 884.289       |
| Schätzung 2015 | 1.201.000     |

## Politische Gliederung
Die Region ist in fünf Départements unterteilt:
| \| Département \| Hauptstadt \| Einwohner 2005 \| Fläche in [km²] \| Bevölkerungsdichte 2005 [Einwohner/km²] \| \| ----------- \| ---------- \| -------------- \| --------------- \| --------------------------------------- \| \| Djérem \| Tibati \| 124.948 \| 13.283 \| 9 \| \| Faro-et-Déo \| Tignère \| 82.717 \| 10.435 \| 8 \| \| Mayo-Banyo \| Banyo \| 187.066 \| 8520 \| 22 \| \| Mbéré \| Meiganga \| 171.670 \| 14.267 \| 12 \| \| Vina \| Ngaoundéré \| 317.888 \| 17.196 \| 18 \| \| Gesamt \| \| 884.289 \| 63.701 \| 14 \| |            |                |                 |                                         |
| Département | Hauptstadt | Einwohner 2005 | Fläche in [km²] | Bevölkerungsdichte 2005 [Einwohner/km²] |
| Djérem | Tibati     | 124.948        | 13.283          | 9                                       |
| Faro-et-Déo | Tignère    | 82.717         | 10.435          | 8                                       |
| Mayo-Banyo | Banyo      | 187.066        | 8520            | 22                                      |
| Mbéré | Meiganga   | 171.670        | 14.267          | 12                                      |
| Vina | Ngaoundéré | 317.888        | 17.196          | 18                                      |
| Gesamt |            | 884.289        | 63.701          | 14                                      |

## Geschichte
Die Region (bis 2008 Provinz) entstand 1983 mit der Aufteilung der Provinz Nord / North in die Provinzen Adamaoua / Adamawa, Extrême-Nord / Extreme North und die heutige Provinz Nord / North.

## Galerie

Region Adamaoua
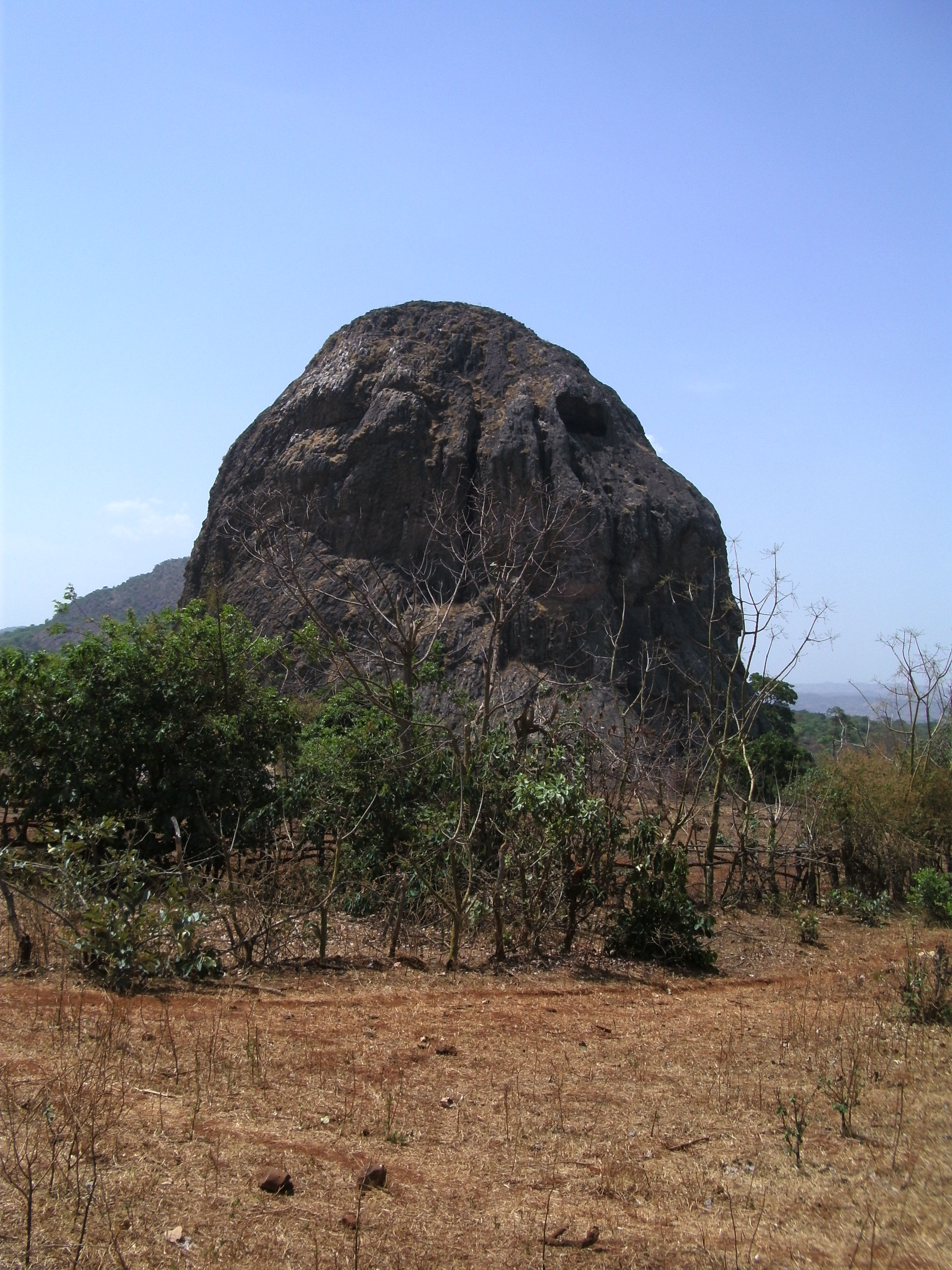
Mont Damougaré.
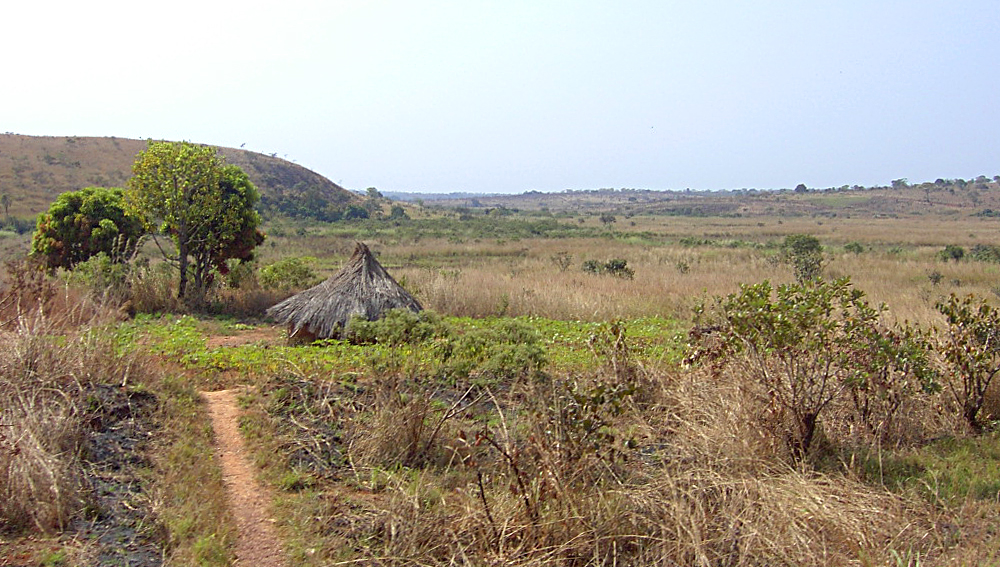
Ngaoundal
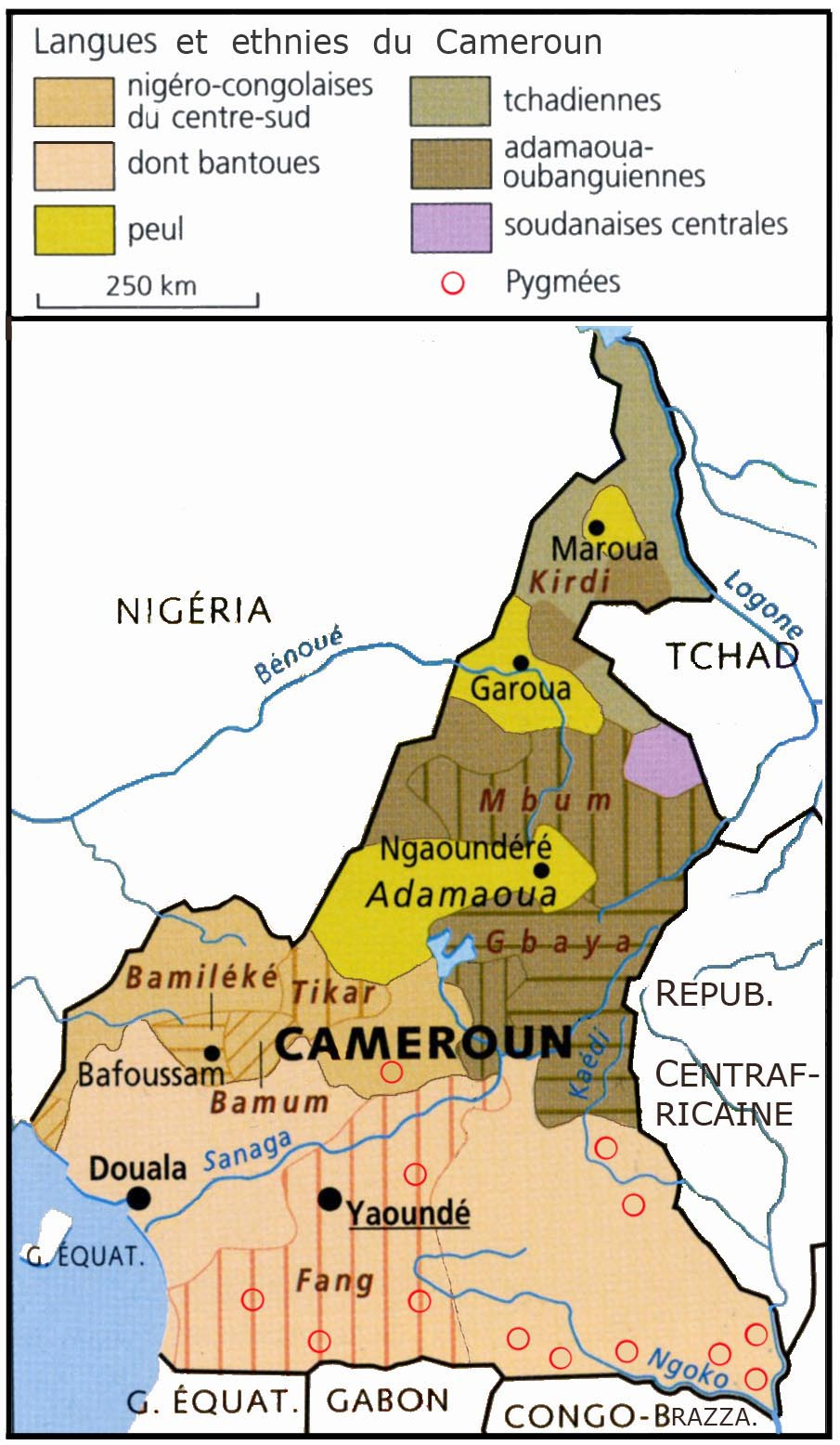
Schéma ethnographique du Cameroun
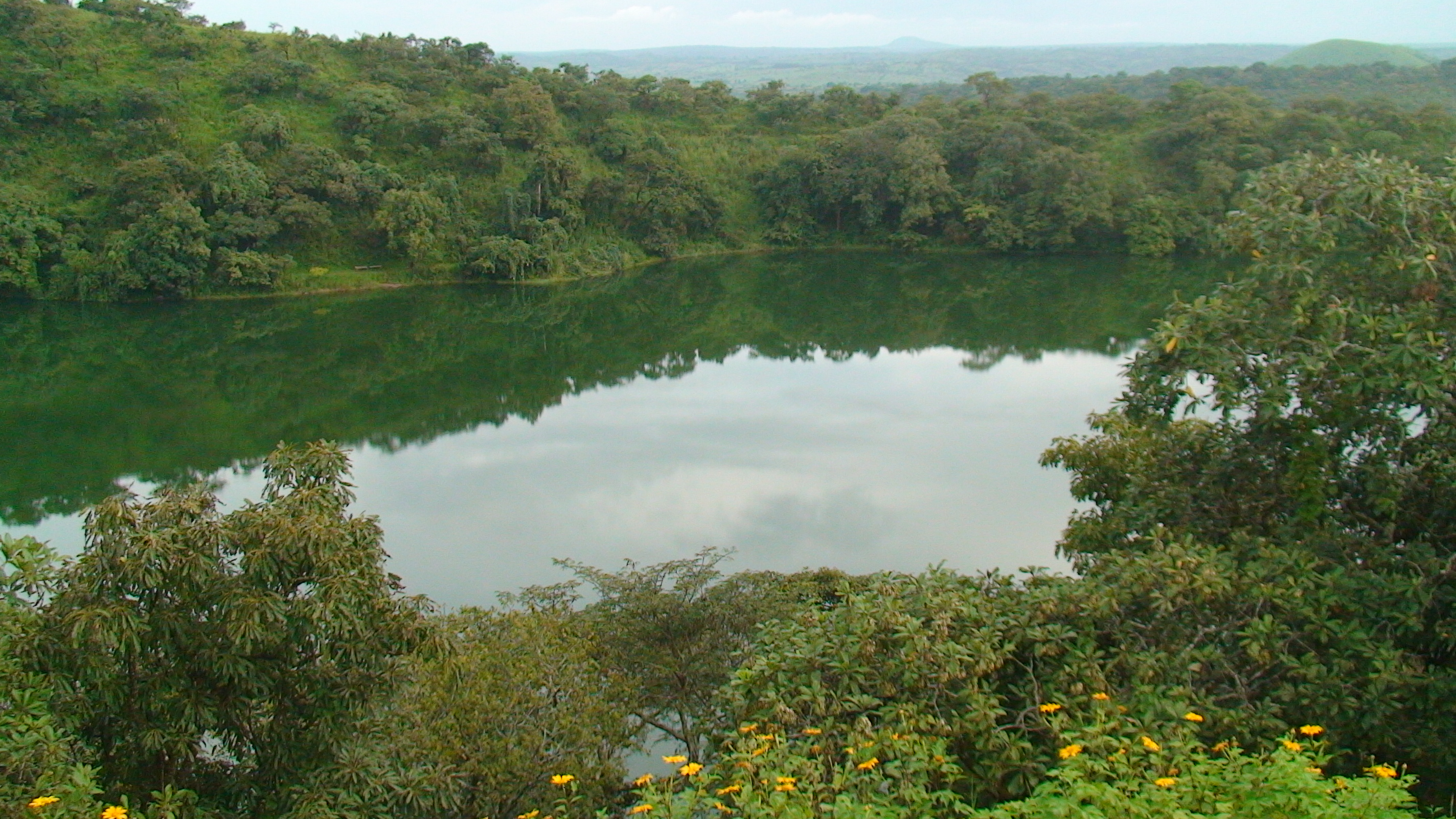
Lac Tyson
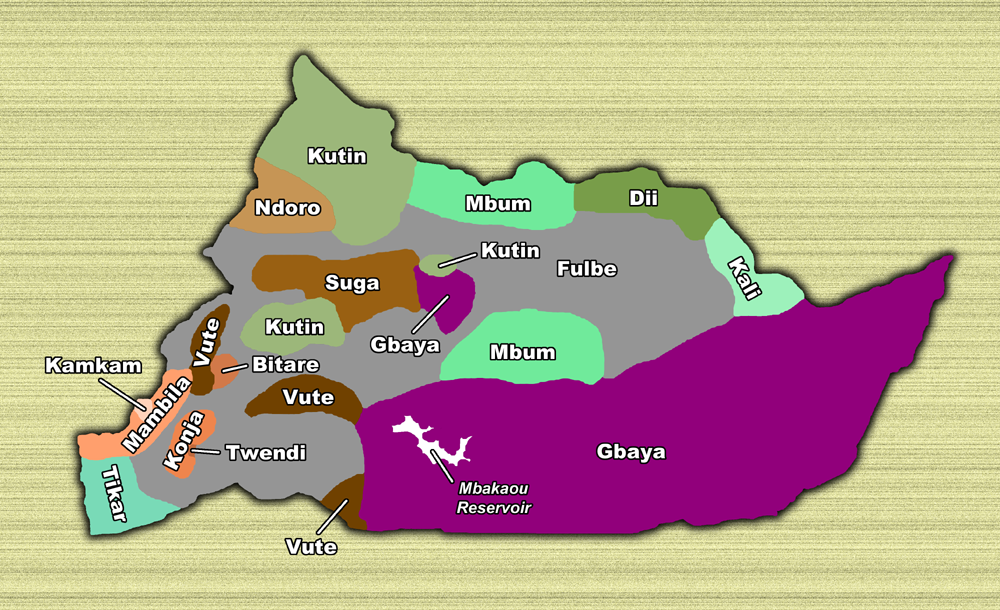
Völker in Adamaua